# Норканово
Норканово (баш. Норҡан) — деревня в Янаульском районе Республики Башкортостан Российской Федерации. Входит в состав Сандугачевского сельсовета.

## География

### Географическое положение
Находится у истока речки Киндеклы. Расстояние до:
- районного центра (Янаул): 16 км,
- центра сельсовета (Сандугач): 3 км,
- ближайшей ж/д станции (Янаул): 16 км.

## История
Основана на вотчинных землях башкир Уранской волости по договору 1801 года о припуске ясачными удмуртами, перешедшими впоследствии в сословие тептярей. В 1816 году здесь было 15 дворов и 52 души мужского пола, по ревизии 1834 года — 79 мужчин и 68 женщин, в 1859 году — 264 человека.
В 1870 году в деревне Норканова 3-го стана Бирского уезда Уфимской губернии в 44 дворах — 269 человек (124 мужчины, 145 женщин), все показаны тептярями. Жители занимались лесным промыслом.
В 1896 году в деревне Норкан Новокыргинской волости IV стана Бирского уезда 67 дворов и 414 жителей (219 мужчин и 195 женщин).
В 1906 году — 459 человек, бакалейная лавка.
В 1920 году по официальным данным в деревне Норканово той же волости было 76 дворов и 429 жителей (182 мужчины, 247 женщин), по данным подворного подсчета — 452 удмурта в 75 хозяйствах.
В 1926 году деревня относилась к Янауловской волости Бирского кантона Башкирской АССР.
В 1939 году население деревни составляло 420 жителей, в 1959 году — 355.
Во время Великой Отечественной войны действовал колхоз «Вильбусы».
В 1982 году население деревни составляло около 200 человек.
В 1989 году — 143 человека (63 мужчины, 80 женщин).
В 2002 году — 143 человека (57 мужчин, 86 женщин), удмурты (98 %).
В 2010 году — 132 человека (58 мужчин, 74 женщины).

## Население
| 2002 | 2009 | 2010 |
| ---- | ---- | ---- |
| 143  | ↗147 | ↘132 |